# Osij
Osij, ukrajinsky Осій, maďarsky Szajkófalva, česky a slovensky dříve Osuj, je obec v iršavské městské komunitě, v okrese Chust v centrální části Zakarpatské oblasti Ukrajiny. V roce 2012 zde žilo přibližně 3 600 obyvatel.
V místní části Kamjanka (ukrajinsky Кам'янка)
- koncová stanice odbočky (Osij – Kamjanka) boržavské hospodářské dráhy,
- lyžařské středisko
- ženský monastýr svatého Pantaleona

Severně od obce je ukrajinský národní park Okouzlená země (ukrajinsky Зачарований край), který má rozlohu 6101 hektarů.
Obcí prochází úzkokolejná Boržavská hospodářská dráha.

## Historie
Do uzavření Trianonské smlouvy byla obec pod názvem Szajkófalva součástí Uherska, poté pod názvem Osuj součástí Československa. Od roku 1945 byla obec součástí Ukrajinské sovětské socialistické republiky, která byla součástí SSSR. Od roku 1991 je obec součástí nezávislé Ukrajiny.